# Хосоя, Ёсимаса
Ёсимаса Хосоя (яп. 細谷 佳正 Хосоя Ёсимаса, род. 10 февраля 1982 года в Ономити, префектура Хиросима) — японский сэйю, певец. Работает в компании Mausu Promotion. Озвучил множество аниме и игр, дублировал озвучивание фильмов в японском прокате. Исполнитель заглавных песен аниме.

## Работа

### Аниме
- Ajin — Кайто
- Akame ga Kill! — Вейв
- Aria the Animation — Кроуд
- Big Windup! — Хиираги
- Bleach: Memories of Nobody — отец Томои
- Bungou Stray Dogs — Куникида Доппо
- Chihayafuru — Ватая Арата
- Denpa Kyoushi — Сэйдзюро Нанами
- Denpa teki na Kanojo — Дзю Дзюдзава
- Free! Eternal Summer — Ямадзаки Сосукэ
- Ghost Hound — студент
- Gunslinger Girl: Il Teatrino — Амадэо
- Haikyuu!! — Асахи Адзуманэ
- Hatenkou Yugi — Man
- Hal — Хару
- Horimiya — Тору Ишикава
- Inu x Boku SS — Соринодзука Рэнсё
- Kaichou wa Maid-sama! — Куросаки Рюносукэ
- Katanagatari — Ясури Ситика
- Kamigami no Asobi — Локи Лаватейн
- Kids on the Slope — Сэнтаро Кавабути
- Kono Oto Tomare! Sounds of Life — Тэцуки Такаока
- Kuroko no Basuke — Дзюмпэй Хюга
- Level E — Цуцуи Юкитака
- Living for the Day After Tomorrow — Night-life man
- Magi: The Labyrinth of Magic — Масрур
- Monochrome Factor — юный хулиган
- Moshidora — Хосидэ Дзюн
- Naruto — ANBU в воспоминаниях Анко, Кагэцу Фута, охранник корабля #1
- Naruto Shippuuden — Кигири
- Natsume's Book of Friends — Сибата Кацуми
- No. 6 — Нэдзуми
- Project Blue Earth SOS — Оператор C
- Ramen Fighter Miki — Покупатель 3
- Shingeki no Kyojin — Райнер Браун
- Shisha no Teikoku — Джон Уотсон
- Slayers Revolution — человек на улице A
- Tales of Agriculture — человек в маске C
- The Prince of Tennis — Сираиси Кураносукэ
- Those Snow White Notes — Вакана Савамура
- Yu-Gi-Oh! 5D’s — Дик Питт
- Yuri on Ice — Отабек Алтын

### Игры
Arknights - Hoederer
- BLUE ROSES 〜妖精と青い瞳の戦士たち〜 (BLUE ROSES 〜Yousei to Aoi Hitomi no Senshitachi〜) — Мариус
- BROTHERS CONFLICT series — Юсукэ
- Danganronpa 2: Goodbye Despair — Кадзуити Сода
- Heroes Fantasia — Ватари Эйдзи
- Musketeer -Le Sang des Chevaliers — Атос
- The Prince of Tennis — Сираиси Кураносукэ
- Punishing: Gray Raven — Ватанабе (Nightblade, Astral)
- ROBOTICS;NOTES — Хидака Субару
- Honkai Impact 3rd — Вельт Янг
- Honkai: Star Rail — Вельт Янг

### Дубляж
- Gran Torino — Тхао Ванг Лор (Thao Vang Lor)
- The Rebound — Арам Финкельштейн (Aram Finklestein)
- серия Сумерки — Джейкоб Блэк (Jacob Black)